# Hagana (Schiff)
Die Hagana war ein israelisches Einwanderer- und Kriegsschiff, dass zuvor als Korvette Norsyd für die Royal Canadian Navy gebaut und im Zweiten Weltkrieg eingesetzt wurde.

## Zweiter Weltkrieg
Das Schiff wurde von der „Royal Canadian Navy“ am 2. Januar 1942 als eine Einheit der überarbeiteten Flower-Klasse des Bauprogramms 1942–1943 bei der Morton Engineering and Dry Dock Co. in Québec bestellt. Bei der Kiellegung am 14. Januar 1943 erhielt das Schiff die Baunummer K520, und beim Stapellauf am 31. Juli 1943 den Namen Norsyd. „Norsyd“ ist abgeleitet von „North Sydney“. Erster Kommandant der Norsyd war Jeffry Reginald Briggs ab dem 15. November 1943, und damit noch vor der offiziellen Indienststellung des Schiffs am 22. Dezember. Briggs hatte das Kommando bis zum 20. Oktober 1944 inne.
Nach Kriegsende wurde die Norsyd durch die Royal Canadian Navy am 25. Juni 1945 außer Dienst gestellt und am 1. Juli 1945 verkauft. Danach erfolgte der Umbau zum Frachtschiff und die Umbenennung in Balboa, benannt nach dem spanischen Entdecker Vasco Núñez de Balboa. In zivilem Einsatz befuhr das Schiff die kanadische und US-amerikanische Ostküste.

## Flüchtlingsschiff
1946 stand die Balboa in New York zum Verkauf. Sie war eines von insgesamt 12 Schiffen, die vom Mossad le Alija Bet in den USA aufgekauft wurden. Zu diesen 12 Schiffen gehörte auch die President Warfield, die später als Exodus berühmt wurde. Der Mossad le Alija Bet organisierte die illegale Einwanderung europäischer Juden nach Palästina, und ist nicht identisch mit dem Geheimdienst Mossad. Er konnte nicht offiziell als Käufer der Schiffe auftreten, sondern bediente sich unter anderem einer Scheinfirma mit Namen F.& B. Shipping Company. Diversen Zeitzeugen zufolge stand F.& B. insgeheim für „fuck the British“.

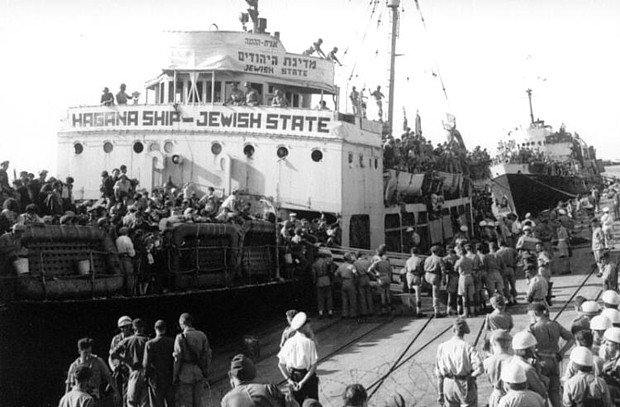
Die Hagana beim Anlegen in Haifa, 1947

Von New York wurde das Schiff nach Marseille überführt, wo sämtliche auf dem Schiff verbliebene Waffentechnik ausgebaut wurde. Stattdessen wurden Unterkünfte und eine Kombüse eingebaut, um das Schiff als Flüchtlingsschiff verwenden zu können. In Sète übernahm die Balboa insgesamt 999 (manche Quellen nennen 1015) europäische Juden für die Überfahrt nach Palästina. Für diese Fahrt erhielt das Schiff, den damaligen Gepflogenheiten des Palyam entsprechend, einen Codenamen, und wurde in Anlehnung an die jüdische Untergrundorganisation Hagana genannt. Diese erste Fahrt als Flüchtlingsschiff führte die Hagana jedoch nicht bis an die Küste Palästinas, sondern sie wurde zunächst als Eskortenschiff eingesetzt. Nach fünftägiger Überfahrt erreichte sie etwa 50 km vor Haifa den vereinbarten Treffpunkt mit der Beriah. Dort stiegen auf hoher See die Passagiere auf die Beriah um, die nach Haifa weiterfuhr. Später wurde diese von den Briten aufgebracht, und sämtliche Passagiere in Atlit interniert.
Die Hagana kehrte um nach Europa, wurde bei Piräus mit neuem Treibstoff versorgt und fuhr anschließend nach Split. In Split stieg ein Lotse zu, der die Hagana durch die jugoslawische Inselwelt nach Bakar begleitete. Dort nahm die Hagana 2678 Passagiere auf, darunter 430 Kinder. Das war die bis dahin größte Zahl, die mit einem Alija-Bet-Schiff auf einmal transportiert wurde. Am 24. Juli 1946 verließ die Hagana Bakar mit dem Ziel Haifa. Nach fünftägiger Überfahrt, in der Nacht vor der vorgesehenen Ankunft, war der Treibstoff komplett aufgebraucht. Die Schiffsführung der Hagana ersuchte daher britische Militärschiffe, die sich in der Nähe aufhielten, um Hilfe. Das Hilfegesuch wurde jedoch abgelehnt, und die britischen Schiffe entfernten sich von der Hagana, ohne sie als illegales Einwandererschiff zu erkennen. Als Notbehelf wurde auf der Hagana die hölzerne Ausstattung der Unterkünfte zerkleinert und damit die Maschine befeuert. Am 29. Juli war das Schiff nur noch wenige Meilen von Haifa entfernt, als es von der britische Kriegsschiff Venus aufgebracht wurde. Dabei wurde die Hagana am Heck gerammt, wodurch die Ruderanlage und die Antriebsmaschine ausfielen. Derart manövrierunfähig gemacht, wurde das Schiff in den Hafen geschleppt. Zunächst wurden Mannschaft und Passagiere an Bord der Hagana gehalten; der Hochkommissar für Palästina und Transjordanien wollte damit den Druck auf die britische Regierung in London erhöhen, damit eine Entscheidung bezüglich des überfüllten Internierungslagers in Atlit getroffen würde. Derweil konnten die amerikanischen und kanadischen Volontäre als Hafenarbeiter getarnt aus dem Hafen Haifa herausgeschmuggelt werden. Nachdem in London Bewegung in die Diskussionen gekommen war, die am 13. August zur Regierungserklärung zur Deportation illegaler Einwanderer nach Britisch-Zypern (Operation Igloo) führen wird, wurden am 2. August die Juden der Hagana in Atlit interniert. Für die folgenden knapp 22 Monate lag die beschädigte Hagana als Teil der als „Shadow Fleet“ bezeichneten Ansammlung konfiszierter Einwandererschiffe an den Wellenbrechern vor dem Hafen von Haifa verankert.

## Israelischer Unabhängigkeitskrieg
Am 21. Mai 1948 verließ die Medinat haYehudim als erstes Schiff der „Shadow Fleet“ Haifa unter türkischer Flagge. Auf der Überfahrt nach Tel Aviv wurde die türkische Flagge eingeholt, die israelische gehisst und das Schiff in Eilat umbenannt. Sie war damit das erste Kriegsschiff des Staates Israel und hatte den Auftrag, Tel Aviv vor Angriffen zu schützen und ankommende Flüchtlingsschiffen Geleitschutz zu geben. Unter Hochdruck wurden zwei weitere Schiffe der „Shadow Fleet“ für den Kriegseinsatz hergerichtet, z. T. mit Waffenattrappen als Täuschung: am 9. Juni die Josiah Wedgwood, und am 18. Juli die Hagana. Die Hagana, nunmehr offiziell K-20 Haganah genannt, war damit das dritte Kriegsschiff der jungen israelischen Marine. Später kamen noch die K-24 Maoz und K-26 Noga hinzu. Diese fünf Schiffe waren das Rückgrat der israelischen Marine im Unabhängigkeitskrieg.
Nur wenige Israelis auf den Schiffen hatten eine seemännische Ausbildung oder Kriegserfahrung aus dem Zweiten Weltkrieg. Teilweise basierte die gesamte Seefahrtserfahrung auf den Einsätzen mit den Flüchtlingsschiffen. Eine Hauptlast der Verantwortung kam so auf die Machal-Volontäre zu, die die meisten Israelis während der Kampfeinsätze ausbildeten. Daher wurden verstärkt Volontäre mit Seefahrts- und Seekriegserfahrung angeworben.
Am 24. August kam die Haganah gemeinsam mit der Wedgwood in der Operation Piratenbeute zum Einsatz, bei der vor Kreta 8000 Gewehre und 10 Millionen Schuss Munition von der gekaperten Argiro übernommen wurden. Nach der Umladung der Waffen wurde die Argiro versenkt.
Am 19. Oktober 1948 patrouillierte die Haganah in einem Verband mit der Wedgwood und Noga unter der Führung der Maoz vor der Küste bei Gaza, Operationsleiter war Paul Shulman auf der Maoz. Die vier israelischen Schiffe wurden in ein Gefecht mit einer ägyptischen Korvette und drei ägyptischen Spitfires verwickelt. Dabei wurde eine Spitfire abgeschossen und die Korvette beschädigt, das ägyptische Kriegsschiff konnte sich jedoch nach Port Said absetzen. Zwei Tage später sichteten die vier israelischen Schiffe vor der Gazaküste das 1400 to große ägyptische Flaggschiff Amir Faruq sowie einen Minenleger. Auf Anweisung von Ben-Gurion sollte versucht werden, die Ägypter zu einem Bruch eines zu dem Zeitpunkt geltenden Waffenstillstands zu provozieren. Deshalb fuhr der israelische Verband mit nur einem Kilometer Abstand an der Amir Faruq vorüber. Die Ägypter hatten zwar alle Waffenstände besetzt und gegen die Israelis gerichtet, eröffneten jedoch nicht das Feuer. Später am Abend wurde in einem Funkspruch an die israelischen Schiffe übertragen, dass die Amir Faruq offensiv angegriffen werden solle. Deshalb setzte sich die Maoz gegen 18.40 Uhr nach Norden vom Verband ab und ließ gegen 21.10 Uhr drei Sprengboote sowie ein Suchboot zu Wasser. Die Sprengbootführer waren Yohai Ben-Nun, Zalman Abramov und Yaakov Vardi. Gegen 22 Uhr erfolgte der Angriff auf die beiden ägyptischen Schiffe, zwei Sprengboote wurden dabei auf die Amir Faruq gelenkt, das dritte mit Ben-Nun am Steuer auf den Minenleger. Infolge eines Treffers im Kesselraum sank die Amir Faruq, wobei rund 500 Ägypter ums Leben kamen. Der Minenleger wurde schwer beschädigt, konnte jedoch entkommen.
Nach dem Unabhängigkeitskrieg blieb die Haganah bis Ende der 1950er Jahre im Einsatz. Danach wurde sie ausgemustert und verschrottet.